# 荻野一雄
荻野 一雄（おぎの かずお、1941年6月22日 - ）は、北海道紋別郡西興部村出身の元プロ野球選手（投手）。

## 来歴・人物
西興部中時代から速球派投手として知られ、北海高校では2年からエース。2年生時の1958年秋季北海道大会札幌地区予選決勝では、千歳高に対して北海道高校野球史上初の完全試合を達成。秋季北海道大会準々決勝に進むが函館工に敗退。1959年春季北海道大会の対歌志内高戦では、初回先頭打者から13連続三振を記録。同年夏の甲子園南北海道予選決勝に進出するが、苫小牧東高に10回裏サヨナラ負け、甲子園出場を果たすことはできなかった。同期には茅野智行（芝浦工大 → 西鉄）・八木沼陽一（立教大 → 河合楽器）、1期下には佐藤進（富士鐵室蘭 → 国鉄・産経 → 中日）などのメンバーを擁していた。シュート、アウトローに速球を配する巧みなコントロールが武器であった。
1959年のシーズンオフ、読売ジャイアンツに入団。将来のエース候補として大いに期待されたが間もなく肩を痛め、登板機会のないまま1961年オフに自由契約となる。1962年に難波昭二郎とともに西鉄ライオンズに移籍し、同年に一軍初登板を果たす。その後は1971年まで現役を続けるも、出場機会はなかった。
引退後はデサントに勤務。その後巨人にスカウトとして復帰し、後に編成部専任次長も兼任、ドラフトによる選手補強に手腕を発揮した。
現在に至るまで、北海道高校野球史上最高の投手という評価を受けている。また、著名なスポーツアナウンサーでもある西田善夫も「自分が見た高校生の投手では、作新学院高の江川卓と北海高の荻野一雄が双璧」と後年語っている。

## 詳細情報

### 年度別投手成績
| 年 度     | 球 団     | 登 板 | 先 発 | 完 投 | 完 封 | 無 四 球 | 勝 利 | 敗 戦 | セ 丨 ブ | ホ 丨 ル ド | 勝 率 | 打 者 | 投 球 回 | 被 安 打 | 被 本 塁 打 | 与 四 球 | 敬 遠 | 与 死 球 | 奪 三 振 | 暴 投 | ボ 丨 ク | 失 点 | 自 責 点 | 防 御 率 | W H I P |
| --------- | --------- | ----- | ----- | ----- | ----- | -------- | ----- | ----- | -------- | ----------- | ----- | ----- | -------- | -------- | ----------- | -------- | ----- | -------- | -------- | ----- | -------- | ----- | -------- | -------- | ------- |
| 1962      | 西鉄      | 1     | 0     | 0     | 0     | 0        | 0     | 1     | --       | --          | .000  | 2     | 0.1      | 0        | 0           | 1        | 0     | 0        | 0        | 0     | 0        | 1     | 1        | 9.00     | 3.00    |
| 通算：1年 | 通算：1年 | 1     | 0     | 0     | 0     | 0        | 0     | 1     | --       | --          | .000  | 2     | 0.1      | 0        | 0           | 1        | 0     | 0        | 0        | 0     | 0        | 1     | 1        | 9.00     | 3.00    |

### 背番号
- 38 （1960年 - 1961年）
- 44 （1962年 - 1965年）
- 34 （1966年 - 1969年）
- 60 （1970年）
- 78 （1971年）